# Lorenzo F. Díaz
Lorenzo F. Díaz, né en 1959 en Espagne, est un dessinateur et un scénariste de bande dessinée espagnol.

## Œuvre

### Albums
- Captain Perfect, Soleil Productions, collection Start
  1. Toxic Stories, coscénario de Guillaume Bianco, 2003  (ISBN 2-84565-445-6)
  2. Toxic Hero, 2005  (ISBN 2-84565-745-5)
- Les Croisées du Temps, coscénario de Francisco Naranjo, dessins de Ricardo Machuca, Éditions Caravelle, collection Migration
  1. La Momie sans yeux, 2006  (ISBN 978-287444-019-9)
- El Perdición, dessins de Carlos Puerta, Éditions Caravelle, collection Migration
  1. Les Canons d'or, 2005  (ISBN 2-87444-018-3)
- La Maison de Pollack Street, dessins de Carlos Puerta, Erko, 2004  (ISBN 90-7700-162-X)
- No Man's land, dessins de Carlos Puerta, Semic, 2000,  (ISBN 2-914082-09-6)